# Pasbrug
Pasbrug is een gehucht dat gelegen is op de grens van de Belgische stad Mechelen en de gemeente Sint-Katelijne-Waver. De naam stamt uit de tijd dat hier nog een brug over de Vrouwvliet stond, nu loopt de vliet hier een stuk ondergronds en is geen sprake meer van een brugdek waarop de huidige N15a de beek doorkruist. Omwonenden spreken nog steeds van op Pasbrug.
Het Mechelse deel van Pasbrug behoort tot de wijk Nekkerspoel en kerkelijk behoort het tot de Sint-Libertusparochie van de wijk.
Samen met de gemeentefusies werd de grens tussen Mechelen en Sint-Katelijne-Waver gewijzigd: een deel van Pasbrug werd in 1977 overgedragen van Sint-Katelijne-Waver naar Mechelen.

## Vrouwvliet
De vliet bij Pasbrug ontspringt in Begijnendijk en doorkruist verschillende plaatsen zoals Grootlo, Schriek, Keerbergen, Rijmenam, Bonheiden en Muizen. Onderweg draagt deze vliet verschillende namen, zoals Grote Beek, Meerloop, Raambeek, Zwartwaterbeek en Boeimeer. Het is pas vanaf Pasbrug dat deze vliet de naam Vrouwvliet krijgt. Deze vliet mondt uiteindelijk uit in de Dijle.